# Herrarnas lagtävling i tempolopp i landsvägscykling vid olympiska sommarspelen 1988
Herrarnas lagtempolopp i landsvägscykling vid olympiska sommarspelen 1988 ägde rum den 18 september 1988 i Seoul, Sydkorea.

## Medaljörer
| Event                  | Guld                                                         | Silver                                                                     | Brons                                                         |
| Herrarnas lagtempolopp | Östtyskland Jan Schur Uwe Ampler Mario Kummer Maik Landsmann | Polen Andrzej Sypytkowski Joachim Halupczok Zenon Jaskuła Marek Lesniewski | Sverige Michel Lafis Anders Jarl Björn Johansson Jan Karlsson |

## Resultat
| Placering | Cyklister                                                                 | Lag                   | Tid      |
| --------- | ------------------------------------------------------------------------- | --------------------- | -------- |
| 1         | Uwe Ampler Mario Kummer Maik Landsmann Jan Schur                          | Östtyskland           | 1:57,477 |
| 2         | Joachim Halupczok Zenon Jaskula Marek Lesniewski Andrzej Sypytkowski      | Polen                 | 1:57,542 |
| 3         | Björn Johansson (cyklist) Jan Karlsson (cyklist) Michel Lafis Anders Jarl | Sverige               | 1;59,473 |
| 4         | Laurent Bezault Eric Heulot Pascal Lance Thierry Laurent                  | Frankrike             | 1:59,498 |
| 5         | Roberto Maggioni Eros Poli Mario Scirea Flavio Vanzella                   | Italien               | 1:59,583 |
| 6         | Ernst Christl Bernd Gröne Rajmund Lehnert Remig Stumpf                    | Västtyskland          | 2:00,063 |
| 7         | Vasili Jdanov Victor Klimov Assiat Saitov Igor Soumnikov                  | Sovjetunionen         | 2:00,270 |
| 8         | Vladimir Hruza Vladimir Kinst Milan Kren Jozef Regec                      | Tjeckoslovakien       | 2:00,571 |
| 9         | Stephen Fairless Bruce Keech Clayton Stevenson Scott Steward              | Australien            | 2:02,246 |
| 10        | Norm Alvis James Copeland Tony Palmer Andy Paulin                         | USA                   | 2:02,357 |
| 11        | Tom Cordes Gerrit De Vries Maarten Den Bakker Michel Zanoli               | Nederländerna         | 2:03,284 |
| 12        | Brian Fowler Gregory Fraine Paul Leitch Gavin Stevens                     | Nya Zeeland           | 2:03,487 |
| 13        | Chris Koberstein David Spears Yvan Waddell Brian Walton                   | Kanada                | 2:04,090 |
| 14        | Javier Aldanondo Javier Carbayeda Arturo Geriz Jose Rodriguez             | Spanien               | 2:05,114 |
| 15        | Valter Bonca Sandi Papez Robert Sebenik Joze Smole                        | Jugoslavien           | 2:05,351 |
| 16        | Dietmar Hauer Norbert Kostel Hans Lienhart Mario Traxl                    | Österrike             | 2:06,145 |
| 17        | Guo Longchen Liu Hong Tang Xuezhong Wu Weipei                             | Kina                  | 2:06,225 |
| 18        | Wanderley Azevedo Cesar Daneliczen Cassio Freitas Marcos Mazzaron         | Brasilien             | 2:07,117 |
| 19        | Philip Cassidy Cormac Mccann John Mcquaid Stephen Spratt                  | Irland                | 2:07,597 |
| 20        | Philip Bateman Harry Lodge Ben Luckwell David Spencer                     | Storbritannien        | 2:08,078 |
| 21        | Angel Noe Alayon Pedro Nel Bonilla Orlando Castillo Julio Cesa Rodriguez  | Colombia              | 2:10,343 |
| 22        | Edgar Cano Guillermo Gutierrez Hector Perez Luis Ramos                    | Mexiko                | 2:12,464 |
| 23        | Most Chaichi-Raghimi Abas Esmaili Mehrdad Safarzadeh Syamak Safarzadeh    | Iran                  | 2:15,295 |
| 24        | Cho Duk-Haeng Lee Jin-Ok Park Hyun-Kon Yoo Byung-Hun                      | Sydkorea              | 2:16,169 |
| 25        | Hui Chak-Bor Hung Chung-Yam Leung Hung-Tak Yu Kau-Wai                     | Hongkong              | 2:16,436 |
| 26        | Osca Aquino-Sandoval Julio Illescas Victor Lechuga-Reyes Andres Torres    | Guatemala             | 2:18,587 |
| 27        | Nicholas Baker Alfred Ebanks Craig Merren Richard Pascal                  | Caymanöarna           | 2:19,080 |
| 28        | Mobange Amisi Ndjibu Golomingi Pasi Mbenza Kimpale Mosengo                | Zaire                 | 2:21,373 |
| 29        | Ali Alabed Ali Hayyaz Sultan Khalifa Naji Saeed                           | Förenade Arabemiraten | 2:26,113 |
| 30        | Dyton Chimwaza Danieljerem Kaswanga George Whites Nayeja Amadu Yusufu     | Malawi                | 2:32,376 |
|           | Fitzgerald Joseph Charles Lewis Michael Lewis Earl Theus                  | Belize                | DQ       |